# دیلی کوز
دیلی کُوْز ‎/ˈkoʊz/‎ (انگلیسی: Daily Kos) یک وبلاگ سیاسی آمریکایی است که از نقطه نظری لیبرال به انتشار خبرها و نظرها می‌پردازد.